# Encyclopedia Americana
Encyclopedia Americana este una din cele mai mari enciclopedii generale în limba engleză. Ca urmare a achiziției de către Grolier, în 2000, enciclopedia este produsă de către Scholastic.
Enciclopedia are peste 45.000 de articole, majoritatea din ele având peste 500 de cuvinte, și multe fiind de mărimi considerabile (articolul „Statele Unite” are peste 300.000 de cuvinte). Punctul forte al enciclopediei sunt materialele despre geografia și istoria americană și canadiană. Scrisă de 6.500 contribuitori, Encyclopedia Americana include peste 9.000 de bibliografii, 150.000 de referințe, 1.000 tabele, 1.200 de hărți și circa 4.500 de imagini color și alb-negru. Majoritatea articolelor sunt semnate de către contribuitorii lor.
Cea mai recentă ediție tipărită a Encyclopediei Americana a fost publicată în 2006.
Versiunea online Encyclopedia Americana a fost introdusă pentru prima oară în 1997, continuând să fie actualizată și vândută permanent.